# لوکا لیپوشینوویچ
لوکا لیپوشینوویچ (کرواتی: Luka Lipošinović؛ ۱۲ مهٔ ۱۹۳۳ – ۲۶ سپتامبر ۱۹۹۲) بازیکن و مربی فوتبال اهل کرواسی بود.
از باشگاه‌هایی که در آن بازی کرده‌است می‌توان به باشگاه فوتبال لاسک و باشگاه فوتبال دینامو زاگرب اشاره کرد.
وی همچنین در تیم ملی فوتبال یوگسلاوی بازی کرده‌است.
وی در مسابقات کشوری و بین‌المللی در مجموع برندهٔ ۱ مدال نقره شده‌است.